# Преподобный
Преподо́бный (от церк.-слав. преподо́бенъ; др.-греч. ὅσιος) в православии — особый разряд (лик) святых, угодивших Богу монашеским подвигом. Иными словами, преподобные — «святые из монахов, кто молитвой, постом и трудами стремился быть подобным Господу Иисусу Христу» и преуспел в этом уподоблении. И при других видах христианского подвига происходит уподобление Христу: «В каждом чине святых существуют примеры достижения этого подобия. Мученики, равноапостольные, святители, праведные — каждый в своей мере исполнил заповедь Господа о стремлении к богоподобию».

## Библейское обоснование
В Библии многократно приводятся примеры жизни праведников с их воздержанием от еды, сна, общения с людьми, развлечений и от других чувственных удовольствий и наслаждений для более полного единения с Богом.

## Период гонений
Уже в период гонений появились люди, которые вели аскетический образ жизни, но особого почитания такого вида подвига в те времена ещё не было. Случаи прославления таких подвижников были связаны не с их монашеским подвигом, а с их кончиной за Христа. В настоящее время тех, кто сочетал аскетический и мученический подвиги, именуют преподобномучениками. Среди преподобномучеников, пострадавших в период гонений на христиан в Римской империи, можно упомянуть Евгению Римскую, пострадавшую в 262 году.

## Первые преподобные
Первыми преподобными в Церкви, прославленными именно за монашеский подвиг, стали египетские и палестинские монахи-отшельники:
- Павел Фивейский, проживший в пустыне 91 год († 341 год)[5];
- Пахомий Великий, которого принято считать основателем общежительного монашества († около 348 года)[6];
- Антоний Великий, которого принято считать основателем пустыннического монашества († 356 год)[7];
- Иларион Великий, которого принято считать основателем палестинского монашества († 371 или 372 год)[8].

Впоследствии монашество начало распространяться и в другие страны, и в Египте, Палестине и других странах прославилось великое множество преподобных. Среди них можно упомянуть:
- Ефрема Сирина, создателя знаменитой молитвы («Господи и Владыко живота моего…»), чаще всего читаемой Великим постом († около 373—379 гг.)[9];
- Симеона Столпника, сирийского основателя новой формы аскезы — столпничества († 459 год)[10];
- Марию Египетскую, беспримерное житие которой читается в православных храмах на утрени в четверг пятой седмицы Великого поста[11];
- Савву Освященного, основателя Лавры Саввы Освященного († 532 год)[12]);
- Иоанна Лествичника, игумена Синайского, создателя «Лествицы» — знаменитого руководства по устроению духовной жизни для монашествующих, и не только для них[13];
- и великое множество других.

Благодаря трудам этих и тысяч других подвижников благочестия монашество распространилось по всему христианскому миру.

## Преподобные на Руси

### Основание монашества
На Русь монашество пришло через Святую Гору Афон, где получил постриг Антоний Печерский. Он и Феодосий Печерский стали первыми преподобными Русской церкви, основателями Киево-Печерской лавры. Хотя они не были, в полном смысле слова, первыми монахами на Руси (следы монашеской жизни обнаруживаются и до них), именно их почитают отцами русского монашества.
Среди монахов основанного ими монастыря в лике преподобных были прославлены:
- Николай Святоша, первый князь-инок на Руси;
- Прохор Лебедник, который не ел никакого хлеба, кроме приготовленного из собранной им самим лебеды;
- безмездный врач Агапит Печерский;
- Иоанн Многострадальный, много пострадавший от искушений плоти;
- затворники Исаакий и Никита, ставшие жертвами бесовского обмана, но впоследствии достигшие святости;
- Пимен Многоболезненный;
- Моисей Угрин, то есть венгр, много пострадавший в польском плену от любовных домогательств знатной вдовы;
- Евфросиния Полоцкая, монахиня и игуменья православного монастыря, просветительница;
- и другие (см. Собор преподобных отцов Киево-Печерских).

Принявший мученическую кончину Григорий Печерский почитается как преподобномученик.
В других местах Русской земли в домонгольский период прославились преподобные Авраамий Смоленский, Авраамий Ростовский, Никита Переяславский, Варлаам Хутынский и Антоний Римлянин.

### Монгольское нашествие
После монгольского нашествия, как отмечает Георгий Федотов, пострадала не только государственная и культурная жизнь Древней Руси: 
Около столетия русская Церковь не знает новых святых иноков — преподобных.

### Возобновление монашеской жизни
Возобновление монашеской жизни на Руси после монгольского нашествия связано с именем преподобного Сергия Радонежского, основателя Троице-Сергиевой лавры, духовного наставника великого множества учеников, многие из которых впоследствии стали основателями новых монастырей. К их числу, в частности, относятся:
- преподобный Авраамий Галицкий, основавший четыре обители (монастырь в честь Успения Пресвятой Богородицы, монастырь Положения пояса Богоматери, монастырь во имя Собора Богоматери и обитель в честь Покрова Пресвятой Богородицы);
- преподобный Афанасий, основатель Высоцкого монастыря в Серпухове;
- преподобный Мефодий Пешношский, основатель Николо-Пешношского монастыря;
- преподобный Павел Обнорский или Комельский, основатель общежительного монастыря во имя Живоначальныя Троицы;
- преподобный Роман Киржачский, основатель Благовещенского монастыря;
- преподобный Савва Сторожевский, который после смерти преподобного Сергия и по удалении преподобного Никона на безмолвие шесть лет управлял Лаврою преподобного Сергия, а затем основал близ Звенигорода на горе Стороже монастырь во имя Рождества Богородицы;
- преподобный Сергий Нуромский, который основал на реке Нурме монастырь Преображения Господня;
- преподобный Феодор, в миру Иоанн, родной племянник преподобного Сергия, основатель Симонова монастыря.

В свою очередь, монастыри, созданные непосредственными учениками преподобного Сергия, взрастили новое, второе, поколение учеников, среди которых также немало основателей монастырей.
В их числе — Кирилл и Ферапонт Белозерские, выходцы из Симоновой обители. Первый из них основал в 1397 году) в честь Успения Пресвятой Богородицы Кирилло-Белозерский монастырь, а второй — Ферапонтов монастырь в честь Рождества Пресвятой Богородицы (в 1398 году). В 1408 году преподобный Ферапонт перешёл в Можайск и основал в версте от города Лужецкий монастырь.
Деятельность преподобного Сергия и его учеников ознаменовали собой подъём духовной жизни русского народа. Однако в последующие века мы видим спад, и к концу XVII века наступает то, что Георгий Федотов называет «омертвлением» русской души.

### Синодальный период
Важнейшие представители этого периода, прославленные в лике преподобных, — Серафим Саровский и преподобные старцы Оптинские, а важнейшие духовные центры — Оптина пустынь и Саровский монастырь.

## Почитание преподобных
Почитание преподобных — практически необъятная тема, в церковном календаре не так уж много дней, на которые не попадает память кого-либо из преподобных (более того, нередко на один день выпадает несколько имен преподобных). По этой причине можно рассказать лишь о почитании самых известных и почитаемых преподобных, но даже это непростая задача, поскольку в разных частях православного мира список наиболее почитаемых преподобных может существенно различаться. Поэтому рассмотрим почитание преподобных в Русской православной церкви.
По всей видимости, наиболее известные преподобные Русской церкви — Сергий Радонежский и Серафим Саровский.
Сергию Радонежскому в одной лишь Москве посвящены престолы (не обязательно главные) 67 храмов, а по всей России — 591 храм.
Серафиму Саровскому в Москве посвящены престолы (не обязательно главные) 31 храма, а по всей России — 207 храмов.
Следует, однако, иметь в виду, что статистика включает сохранившиеся, не сохранившиеся и строящиеся храмы и может включать храмы, принадлежащие старообрядцам. Кроме того, эта статистика включает в себя данные по домовым храмам (расположенным на территориях больниц и других социальных учреждений) и часовням.
К домовым храмам относится, например, храм Серафима Саровского при московском НИИ педиатрии и детской хирургии, который не занимает отдельного здания, а расположен в одном из корпусов этого медицинского учреждения.